# 曼陀羅大羽介
曼陀羅大羽介（学名：Meganopteron daturallia）为尾花介科大羽介屬下的一个种。